# Bourdon (edelsmederij)

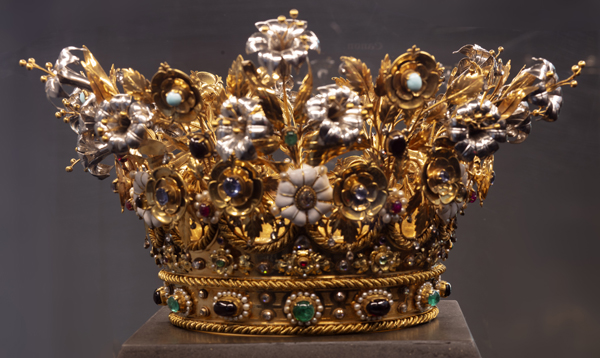
Kroon gebruikt bij de pauselijke kroning te Hanswijk, Mechelen.

Bourdon was de naam van een Gentse edelsmederij gespecialiseerd in liturgisch vaatwerk en reliekhouders.

## Geschiedenis
Het atelier werd omstreeks 1811 gesticht door Ferdinand de Bruyne. Het bekendste gedeelte van zijn oeuvre is uitgevoerd in de toentertijd populaire neogotische stijl. Later werd het atelier overgenomen door zijn schoonzoon Armand Bourdon (sr), genoemd Bourdon-De Bruyne (1818–1903). Zijn zoon Armand Bourdon jr. werkte samen met de gebroeders Wolfers onder de naam 'A. Bourdon et Wolfers Frères'. Drie generaties Bourdons hielden de zaak gedurende meer dan 150 jaar gaande:  Armand sr, Edouard en Armand jr.

## Werken
Het atelier had verschillende bekende edelsmeden in dienst, zoals Jean-Baptiste Bethune, die onder meer de Belgische Tiara ontwierp voor paus Pius IX, evenals de kroon van Onze-Lieve-Vrouw van Hanswijk in Mechelen. Ook het reliekschrijn uit 1885 van Karel de Goede in de Sint-Salvatorskathedraal in Brugge en het schrijn van de Heilige Trudo in de Onze-Lieve-Vrouwekerk in Sint-Truiden dragen zijn signatuur.
In de Gentse Sint-Baafskathedraal is een kelk bewaard van het atelier Bourdon versierd met edelstenen. Gedurende de neogotiek kreeg het atelier verschillende opdrachten van de hoge clerus. Een van hun bekendste werken is de Staf van Mgr. Stillemans die in Sint-Niklaas wordt bewaard. De grootste collectie edelsmeedwerk wordt in de abdij van Maredsous bewaard.

## Prijzen
Het atelier was laureaat van verschillende prijzen, op tentoonstellingen. En nam deel aan de Wereldtentoonstelling van Antwerpen.
- 1867, Parijs: Zilveren Medaille
- 1873, Wenen: Medaille 'du Progres"
- 1878, Parijs: Zilveren Medailles
- 1883, Amsterdam: 2 gouden medailles.

## Afbeeldingen

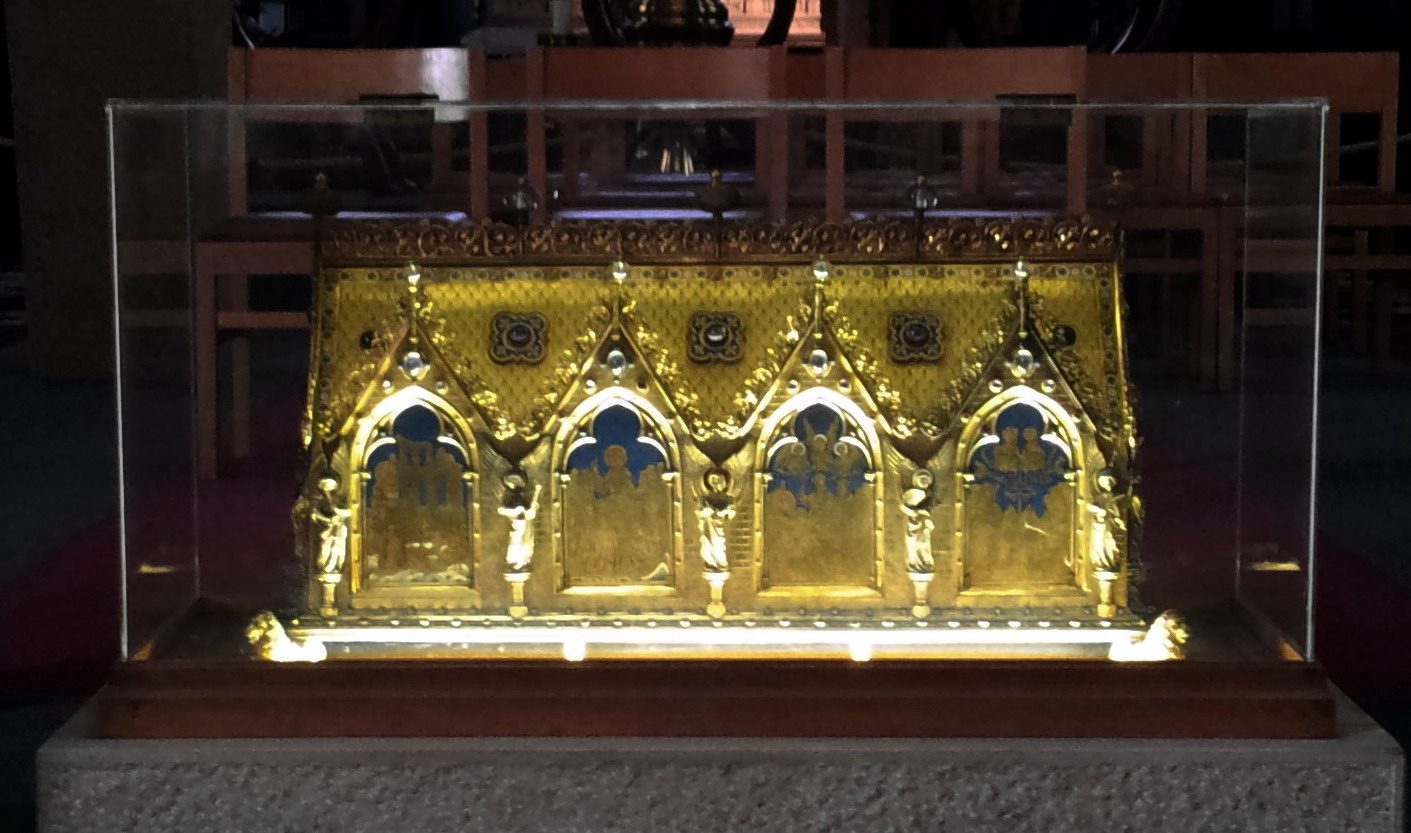
Reliekschrijn, Sint-Truiden
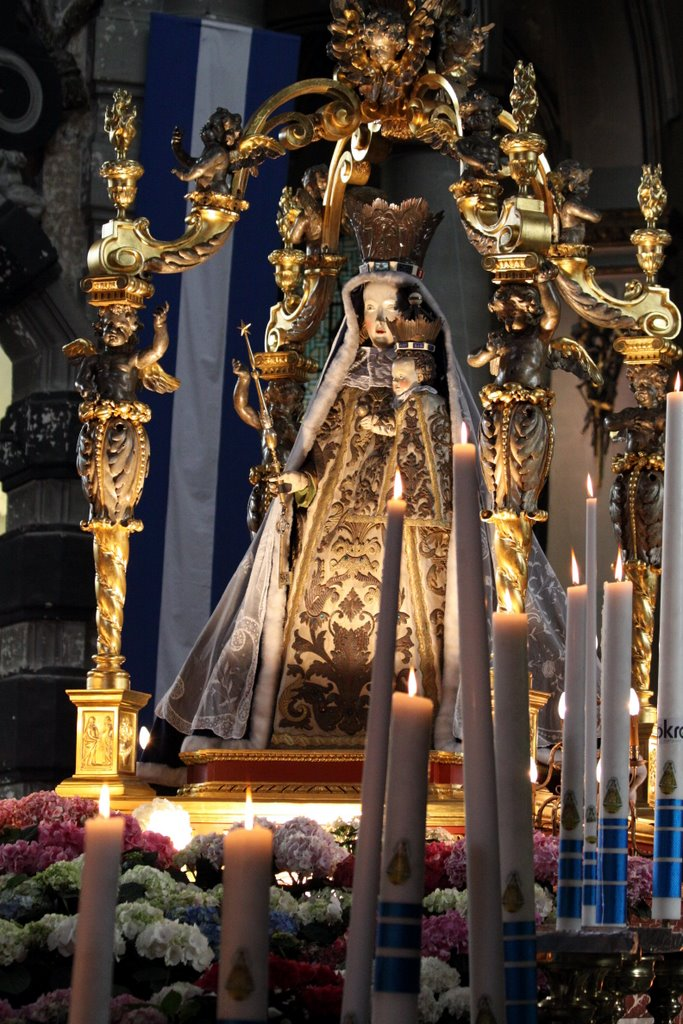
Onze Lieve Vrouw van Hanswijk